# Poncetia bhulauica
Poncetia bhulauica är en fjärilsart som beskrevs av Hans Bänziger. Poncetia bhulauica ingår i släktet Poncetia och familjen tandspinnare. Inga underarter finns listade i Catalogue of Life.